# Johannes Gottfried Mayer

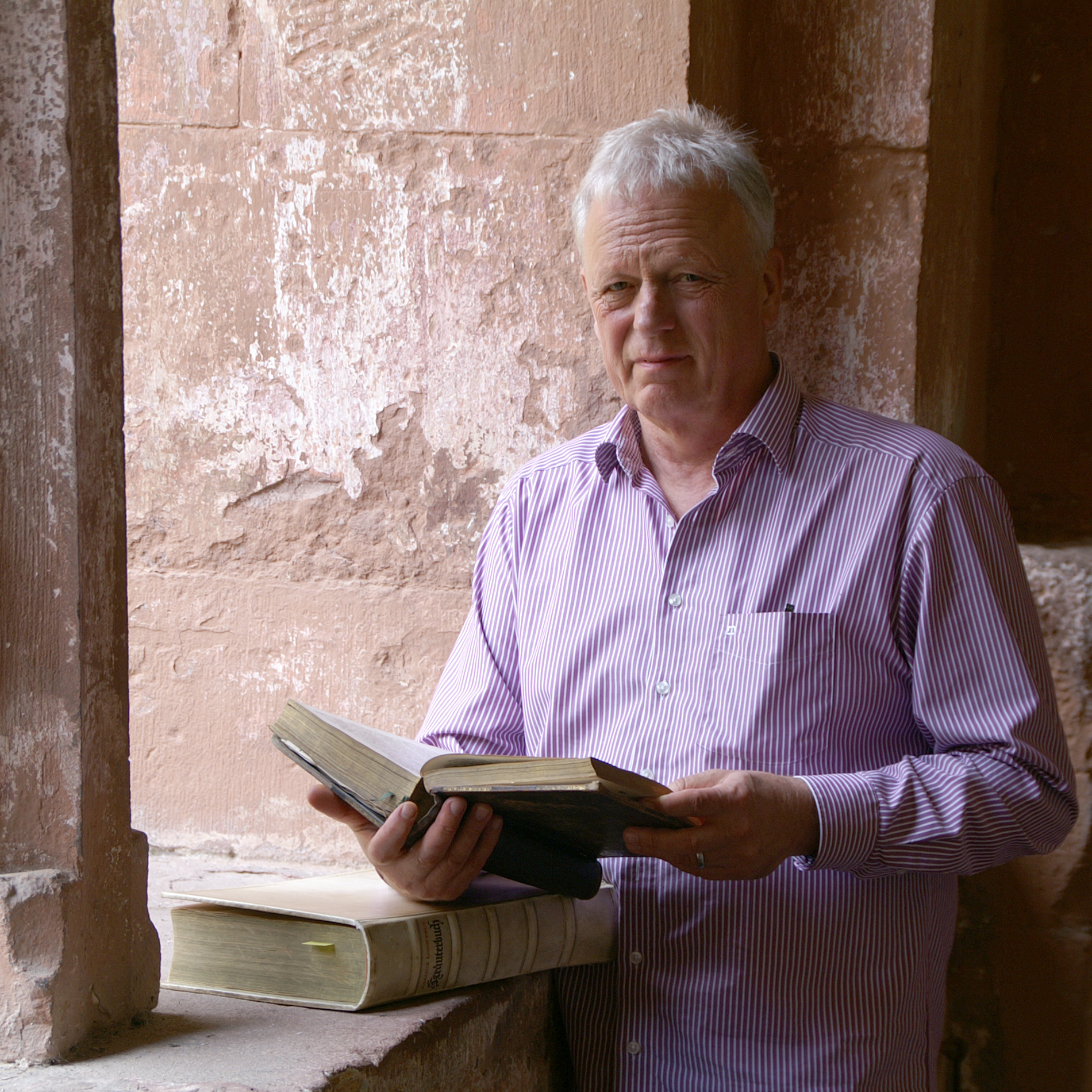
Johannes Gottfried Mayer im Kloster Bronnbach (August 2014).

Johannes Gottfried Mayer (* 19. November 1953 in Nürnberg; † 27. März 2019 in Würzburg) war ein deutscher Medizinhistoriker, Pharmaziehistoriker und Literaturwissenschaftler. Er wurde vor allem bekannt durch seine zahlreichen Medienauftritte und Veröffentlichungen zur Geschichte der Arzneipflanzen in Europa und zur Epoche der Klostermedizin.

## Leben
Johannes G. Mayer hatte fünf jüngere Geschwister, sein Vater war Lehrer für Geschichte und Latein.
In Würzburg studierte Mayer Germanistik, Geschichte, Sozialkunde, Philosophie und wurde 1990 in Eichstätt über Die „Vulgata“-Fassung der Predigten Johannes Taulers in Germanistik und Geschichte promoviert.
1981 bis 1984 war Johannes Mayer Mitglied der Würzburger Forschergruppe Fachprosa des Mittelalters, ab 1984 wissenschaftlicher Mitarbeiter an den Universitäten in Würzburg und Eichstätt (Deutsche Forschungsgemeinschaft, Sonderforschungsbereich 226), wo er begann, sich mit Klostermedizin zu beschäftigen.
Für die zweite Auflage des Verfasserlexikons bearbeitete er, beginnend mit dem 8. Band (1992), die Abschnitte zum Ratsherren Ulrich Schwarz, zu seinem Dissertationsthema Johannes Tauler, zur Temperamentenlehre und zur Tierkreiszeichenlehre sowie zu den medizinischen Werken Zwölf Stücke von dem Harne, Anleitungen für einen Wundarzt und zum Leipziger Drogenkompendium.
Im Juni 1995 wurde er Koordinator der Wullstein-Forschungsstelle der Universität Würzburg für medizinische Fachprosa des Mittelalters und Ethik in der Medizin mit dem Forschungsschwerpunkt Geschichte der Arzneipflanzen. 1998 beteiligte er sich an der Erforschung der medizinischen Ausbildung im Mittelalter am King’s College der Universität Cambridge. Im selben Jahr schlug er Konrad Goehl die Herausgabe einer gemeinsamen Festschrift zum 65. Geburtstag von Gundolf Keil, dem Leiter des Würzburger Instituts für Geschichte der Medizin, vor, die dann zwei Jahre später erschien. Mit Goehl gab Mayer 2001 den Macer floridus von Odo Magdunensis, das allgemeine Standardwerk der mittelalterlichen Kräuterheilkunde, erstmals in einer neuhochdeutschen Fassung in Höhepunkte der Klostermedizin (später Kräuterbuch der Klostermedizin) heraus.
Seit 1999 arbeitete Mayer hauptsächlich für die Forschergruppe Klostermedizin, in deren Rahmen er auch Dissertationen aus den Fächern Medizin und Pharmazie betreute. Er war ein Gründungsmitglied des Studienkreises zur Entwicklungsgeschichte der Arzneipflanzen, eines Gremiums, das unter anderem die Arzneipflanze des Jahres wählt. Zusammen mit Franz-Christian Czygan verfasste er mehrere kulturhistorische Essays über Arzneipflanzen für die Zeitschrift für Phytotherapie.
Elisabeth Mayer (nicht mit ihm verwandt) drehte für die Reihe Lebenslinien eine Dokumentation über seinen Werdegang, die im März 2010 erstmals im Fernsehen ausgestrahlt wurde. Mehrfach war er Studiogast bei Planet Wissen. 2013 war er in einer Sendung der Reihe Nachtlinie im Gespräch mit Andreas Bönte zu sehen.
Johannes Gottfried Mayer lebte in Würzburg und Bad Windsheim. In seiner Freizeit spielte er E-Bass in mehreren Musikprojekten, unter anderem in den Formationen J-Pack und SIXT’ES.
Er starb plötzlich und unerwartet im Alter von 65 Jahren.

## Forschergruppe Klostermedizin

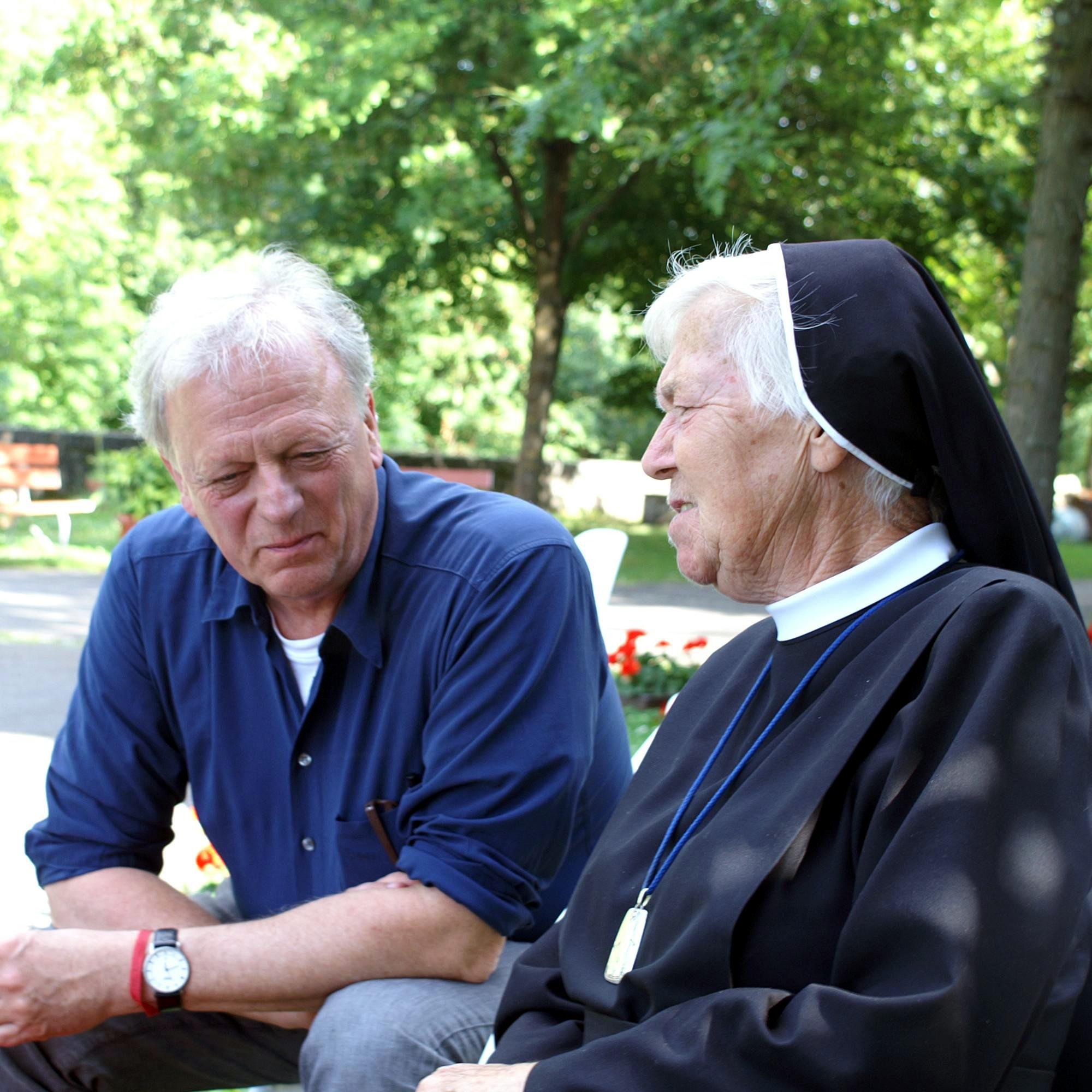
Johannes Gottfried Mayer mit Schwester Leandra Ulsamer in ihrem Garten im Kloster Oberzell (Juli 2014).

Die Forschergruppe Klostermedizin entstand im Sommer 1999 aus einer Kooperation des Institutes für Geschichte der Medizin der Universität Würzburg mit dem Arzneimittelhersteller Abtei. Ziel war es, mit finanzieller Hilfe der Pharmaindustrie mittelalterliche Schriften zu analysieren und daraus Erkenntnisse für die moderne Medizin zu erlangen. Man möchte dabei „als Vermittler zwischen Erfahrungsmedizin und heutiger Therapieanforderung […] entschieden der unreflektierten Übernahme des alten Wissens in vermeintlich alternative Heilverfahren entgegenwirken“. Hierzu wurden über Jahre hinweg historische Aufzeichnungen zusammengetragen, übersetzt und erforscht (teils auch in Form von Dissertationen) und anschließend in eine Datenbank mit mittlerweile mehreren hundert Heilpflanzen übertragen. Nach der Übernahme von Abtei durch Omega Pharma (und wenig später Perrigo) und dem damit verbundenen Rückzug des Industriepartners wurde die Forschergruppe eigenständig fortgeführt. Anfangs als wissenschaftlicher Koordinator der Forschergruppe tätig, fungierte Mayer seit 2009 auch als ihr Geschäftsführer.
Im Rahmen seiner Tätigkeit für die Forschergruppe als Mitarbeiter und Leiter trat Mayer regelmäßig als Experte für Medizin- und Pharmaziegeschichte sowie Pflanzenheilkunde in den Medien auf (u. a. dpa, verschiedene Anstalten der ARD, insbesondere der Bayerische Rundfunk, aber auch das ZDF, Der Spiegel und die Main-Post). Mayer war maßgeblich am erfolgreichsten Buch der Forschergruppe beteiligt, dem Handbuch der Klosterheilkunde, das 2002 erschien und bis 2009 eine Gesamtauflage von 200.000 Exemplaren erreicht hatte. Nach Übersetzungen ins Ungarische, Polnische und Tschechische folgte im Januar 2013 eine komplette Überarbeitung als Das große Buch der Klosterheilkunde.
Mayer unternahm zahlreiche Forschungsreisen (Iran, Armenien Usbekistan, Marokko), die nachfolgend in Form von Büchern und Filmdokumentationen verarbeitet wurden. So startete er mit dem Koch Alfons Schuhbeck ein Buchprojekt, „das sich mit der Kulturgeschichte, der Kulinarik und insbesondere mit der medizinischen Heilkraft der Gewürze [der] heimischen sowie der internationalen Küche befasst“.
Außerdem war Mayer ein deutschlandweit gefragter Dozent für medizinhistorische Vorträge und lehrte an der Universität Würzburg neben der Phytotherapie auch zur Medizinethik sowie Geschichte der Naturwissenschaften an der Universität Erlangen.

## Fernsehen (Auswahl)
- Klostermedizin: Heilkräfte aus der Natur. (nano, 27. November 2000)[23]
- Die Ärzte der Kalifen. (Terra X. ZDF 2003)[24]
- Planet Wissen. (Sendungen vom 21. Januar 2005, 1. Februar 2011 und 25. Mai 2012)[25][26][27]
- sternTV (Sendung vom 26. Mai 2010)[28]
- Quarks & Co. (Sendung vom 16. November 2010)[29]
- Die Deutschen. (Zweite Staffel, Folge Hildegard von Bingen und die Macht der Frauen. 2010)[30]
- Dunkle Zeiten – Weise Frauen. (Sat.1-Dokumentation als Begleitung zu Die Säulen der Erde. 2010)
- Mehr als das Salz in der Suppe: Kulturgeschichte der Gewürze. (Zwischen Spessart und Karwendel vom 23. Juli 2011, BR)
- Heilen wie im Mittelalter – Die Geheimnisse der Klostermedizin. (Faszination Wissen vom 11. Dezember 2011, BR)[31]
- Klostermedizin wiederentdeckt. (Kirche in Bayern, 14. Juli 2013)[32]
- Unterwegs mit Johannes Gottfried Mayer. (Nachtlinie vom 25. Februar 2013, BR)[33]
- Terra X: Drogen – eine Weltgeschichte. (2018)

## Schriften

### Bücher
- als Hrsg. mit Konrad Kunze und Bernhard Schnell: Überlieferungsgeschichtliche Editionen und Studien zur deutschen Literatur des Mittelalters. Festschrift Kurt Ruh. Tübingen 1989 (= Texte und Textgeschichte. Würzburger Forschungen. Band 31).
- Die „Vulgata“-Fassung der Predigten Johannes Taulers. Von der handschriftlichen Überlieferung des 14. Jahrhunderts bis zu den ersten Drucken (= Texte und Wissen. Band 1). Königshausen & Neumann, Würzburg 1999, ISBN 3-8260-1661-0; zugleich Dissertation 1990.
- mit Gundolf Keil (Hrsg.) und Christian Naser (Redaktion) unter Mitarbeit von Christine Boot und Ortrun Riha: „ein teutsch puech machen“. Untersuchungen zur landessprachlichen Vermittlung medizinischen Wissens (= Ortolf-Studien. Band 1). Wiesbaden 1993 (= Wissensliteratur im Mittelalter. Band 11).
- als Hrsg. mit Gundolf Keil und Christian Naser: Texte und Wissen. 3 Bände. Königshausen & Neumann, Würzburg 1999–2000.
- als Hrsg. mit Detlef Weinich: Ethik und Evolutionstheorien (= Texte und Wissen. Band 4). Königshausen & Neumann, Würzburg 1999.
- als Hrsg. mit Konrad Goehl: Editionen und Studien zur lateinischen und deutschen Fachprosa des Mittelalters. Festgabe für Gundolf Keil zum 65. Geburtstag. Königshausen & Neumann, Würzburg 2000, ISBN 3-8260-1851-6.
- mit Konrad Goehl: Höhepunkte der Klostermedizin: Der „Macer floridus“ und das Herbarium des Vitus Auslasser. Herausgegeben mit einer Einleitung und deutschen Übersetzung. Reprint-Verlag Leipzig, Holzminden 2001, ISBN 3-8262-1120-0 (mit Faksimile der Seiten 28 bis 123 von Choulants Ausgabe von 1832 und fünf ausführlichen Registern).
- als Hrsg. mit Konrad Goehl: Kräuterbuch der Klostermedizin: Der „Macer floridus“. Medizin des Mittelalters. Reprint-Verlag Leipzig, Holzminden 2003, ISBN 978-3-8262-1130-0 (Revidierte Fassung der deutschen Übersetzung).
- Klostermedizin: Die Kräutergärten in den ehemaligen Klosteranlagen von Lorsch und Seligenstadt. Verlag Schnell und Steiner, 2002, ISBN 3-7954-1429-6.
- mit Bernhard Uehleke, Kilian Saum: Handbuch der Klosterheilkunde. ZS-Verlag Zabert Sandmann, München 2002, ISBN 3-89883-226-0.
- mit Bernhard Uehleke, Kilian Saum: Fasten nach der Klosterheilkunde. ZS-Verlag Zabert Sandmann, München 2004, ISBN 3-89883-087-X.
- mit Bernhard Uehleke, Kilian Saum: Die kleine Klosterapotheke. ZS-Verlag Zabert Sandmann München 2005, ISBN 3-89883-118-3.
- mit Katharina Englert: Ton-Heilerde. Terra Armena. Die Wiederentdeckung eines alten Mittels zur inneren Reinigung. Heinrich Hugendubel Verlag, Kreuzlingen und München 2007, ISBN 978-3-7205-5010-9.
- Das geheime Heilwissen der Klosterfrauen. Rowohlt Taschenbuch Verlag (rororo), 2008, ISBN 978-3-499-62373-8.
- mit Franz-Christian Czygan, Ulrike Bausewein (Hg.): Würzburg – Herbipolis, Stadt der Gärten, der Pflanzen und des Weines. Verlag Schnell und Steiner, Regensburg 2009, ISBN 978-3-7954-2139-7.
- mit Anselm Grün, Katharina Englert: Sieben Kräuter für die Seele: Wohlfühltees aus dem Kloster. Vier-Türme-Verlag, Münsterschwarzach 2009, ISBN 978-3-89680-406-8.
- als Hrsg. mit Konrad Goehl und Katharina Englert: Die Pflanzen der Klostermedizin in Darstellung und Anwendung. Mit Pflanzenbildern des Benediktiners Vitus Auslasser (15. Jh.) aus dem Clm 5905 der Bayerischen Staatsbibliothek München (= DWV-Schriften zur Medizingeschichte. Band 5). Deutscher Wissenschafts-Verlag, Baden-Baden 2009, ISBN 978-3-86888-007-6.
- mit Konrad Goehl: Gottfried von Franken: Das älteste Weinbuch Deutschlands. Deutscher Wissenschafts-Verlag, Baden-Baden 2009, ISBN 978-3-86888-014-4.
- mit Alfons Schuhbeck, Jakob Strobel y Serra: Meine Reise in die Welt der Gewürze. ZS-Verlag Zabert Sandmann, München 2011, ISBN 978-3-89883-297-7.
- mit Bernhard Uehleke, Kilian Saum: Das große Buch der Klosterheilkunde. ZS-Verlag Zabert Sandmann, München 2013, ISBN 978-3-89883-343-1.
- mit Iris Eisenmann-Tappe: Klostermedizin bei Erkrankungen des Verdauungstrakts. Haug, Stuttgart 2021. ISBN 978-3-13-241641-3

### Ausgewählte Aufsätze
- Zur Überlieferung des ‘Elsässischen Arzneibuchs’. In: Würzburger medizinhistorische Mitteilungen. Band 6, 1988, S. 225–236.
- Die Blutschau in der spätmittelalterlichen deutschen Diagnostik. Nachträge zu Friedrich Lenhardt aus der handschriftlichen Überlieferung des ‚Arzneibuchs‘ Ortolfs von Baierland. In: Sudhoffs Archiv. Band 72, 1988, S. 225–233.
- Zur Überlieferung des Blutschaukatalogs A. In: Gundolf Keil u. a. (Hrsg.): „ein teutsch puech machen“. Untersuchungen zur landessprachlichen Vermittlung medizinischen Wissens. (= Ortolf-Studien. Band  1), Reichert, Wiesbaden 1993 (= Wissensliteratur im Mittelalter. Band 11), ISBN 3-88226-539-6, S. 166–171.
- „Anleitungen für einen Wundarzt“. Zur Überlieferung des „Arzneibuchs“ Ortolfs von Baierland. Die Handschrift Ms. allemand 163 der Pariser Nationalbibliothek. In: Gundolf Keil u. a. (Hrsg.): „ein teutsch puech machen“. Untersuchungen zur landessprachlichen Vermittlung medizinischen Wissens. (= Ortolf-Studien. Band  1), Reichert, Wiesbaden 1993 (= Wissensliteratur im Mittelalter. Band 11), ISBN 3-88226-539-6, S. 443–469.
- Tauler in der Bibliothek der Laienbrüder von Rebdorf. In: Konrad Kunze, Johannes Gottfried Mayer, Bernhard Schnell (Hrsg.): Überlieferungsgeschichtliche Editionen und Studien zur deutschen Literatur des Mittelalters. Kurt Ruh zum 75. Geburtstag. Max Niemeyer, Tübingen 1989, ISBN 3-484-36031-3.
- Das ‚Arzneibuch’ Ortolfs von Baierland in medizinischen Kompendien des 15. Jahrhunderts. Beobachtungen und Überlegungen zur Werktypologie medizinischer Kompendien und Kompilationen. In: Johannes Gottfried Mayer, Gundolf Keil, Christian Naser (Hrsg.): „Ein teutsch puech machen.“ Untersuchungen zur landessprachlichen Vermittlung medizinischen Wissens. Reichert Verlag, Wiesbaden 1993, S. 39–61.
- Beobachtungen zur volkssprachlichen Rezeption des medizinisch-naturwissenschaftlichen Weltbildes im Mittelalter von Ortolf von Baierland bis Paracelsus. In: Benedikt Konrad Vollmann (Hrsg.): Geistliche Aspekte mittelalterlicher Naturlehre: Symposion, 30. Nov. bis 2. Dez. 1990. Wiesbaden 1993 (= Wissensliteratur im Mittelalter. Band 15), S. 99–111.
- Konrad von Megenberg und Paracelsus. Beobachtungen zu einem Wandel in der volkssprachlichen naturwissenschaftlichen Literatur des späten Mittelalters. In: Würzburger Fachprosa-Studien. Beiträge zur mittelalterlichen Medizin-, Pharmazie- und Standesgeschichte aus dem Würzburger Medizinhistorischen Institut. Würzburg 1995, S. 322–336 (Fortsetzung und Ergänzung zum vorhergehenden Aufsatz).
- Die ersten gedruckten Kräuterbücher und das Angelika-Wasser der Donaueschinger Taulerhandschrift. In: Würzburger Fachprosa-Studien, Beiträge zur mittelalterlichen Medizin-, Pharmazie- und Standesgeschichte aus dem Würzburger medizinhistorischen Institut. Festschrift Michael Holler zum 60. Geburtstag. Hrsg. von Gundolf Keil und redigiert von Johannes G. Mayer sowie Christian Naser, Würzburg 1995 (= Würzburger medizinhistorische Forschungen. Band 38), S. 156–177.
- >Circa instans< deutsch. Beobachtungen zum Leipziger Kodex 1224, dem bislang umfangreichsten Kräuterbuch in deutscher Sprache vor dem Buchdruck. In: Würzburger medizinhistorische Mitteilungen. Band 13, 1995, S. 67–73.
- mit Gundolf Keil und Monika Reiniger: „ein kleiner Leonardo“. Ulrich Rülein von Kalbe als Humanist, Mathematiker, Montanwissenschaftler und Arzt. In: Gundolf Keil, Johannes Gottfried Mayer, Christian Naser (Hrsg.): Würzburger Fachprosa-Studien. Beiträge zur mittelalterlichen Medizin-, Pharmazie- und Standesgeschichte aus dem Würzburger medizinhistorischen Institut. Festschrift Michael Holler. Würzburg 1995 (= Würzburger medizinhistorische Forschungen. Band 38), S. 228–247.
- ‚Würzburger Wundarznei‘. In: Würzburger medizinhistorische Mitteilungen. Band 14, 1996, S. 147–151.
- Zeichen und Zeitpunkt des Todes. Ein medizinhistorischer Streifzug durch die einschlägige Literatur. In: Günter U. Höglinger, Stefan Kleinert (Hrsg.): Hirntod und Organtransplantation. Walter de Gruyter, 1998, ISBN 3-11-016203-2.
- Unversehrtheit des Leibes. Zur Leib-Seelevorstellung in Spätantike und Mittelalter. In: Würzburger medizinhistorische Mitteilungen. Band 18, 1999, S. 75–85.
- mit Konrad Goehl: Variationen über den Phlebotomie-Traktat „Venarum minutio“. Die Vorlage des sogenannten „24-Paragraphen-Textes“. In: Konrad Goehl, Johannes Gottfried Mayer (Hrsg.): Editionen und Studien zur lateinischen und deutschen Fachprosa des Mittelalters. Festgabe für Gundolf Keil zum 65. Geburtstag. Königshausen & Neumann, Würzburg 2000 (= Texte und Wissen. Band 3), ISBN 3-8260-1851-6, S. 45–65.
- mit Konrad Goehl: Was tun, wenn die Pest kommt: Götter lästern oder Juden brennen? In: Konrad Goehl, Johannes Gottfried Mayer (Hrsg.): Editionen und Studien zur lateinischen und deutschen Fachprosa des Mittelalters. Festgabe für Gundolf Keil zum 65. Geburtstag. Königshausen & Neumann, Würzburg 2000 (= Texte und Wissen. Band 3), ISBN 3-8260-1851-6, S. 127–166.
- mit Kurt Hans Straub: Gegen Pest und Laienmedizin. Der niederrheinische Pesttraktat „Regimen de epidemia“ von 1490. In: Konrad Goehl, Johannes Gottfried Mayer (Hrsg.): Editionen und Studien zur lateinischen und deutschen Fachprosa des Mittelalters. Festgabe für Gundolf Keil zum 65. Geburtstag. Königshausen & Neumann, Würzburg 2000 (= Texte und Wissen. Band 3), ISBN 3-8260-1851-6, S. 167–192.
- „Zwoelf stúcke von dem harne“.  Eine Uroskopie aus den Handschriften des „Elsässischen Arzneibuchs“. In: Konrad Goehl, Johannes Gottfried Mayer (Hrsg.): Editionen und Studien zur lateinischen und deutschen Fachprosa des Mittelalters. Festgabe für Gundolf Keil zum 65. Geburtstag. Königshausen & Neumann, Würzburg 2000 (= Texte und Wissen. Band 3), ISBN 3-8260-1851-6, S. 193–205.
- Das ›Leipziger Drogenkompendium‹ (Leipzig, Universitätsbibliothek, Cod. 1224) und seine Quellen ›Circa instans‹, ›Aggregator‹ (Pseudo-Serapion), ›Macer floridus‹ (bzw. ›Älterer deutscher Macer‹), ›Liber graduum‹ (Constantin) und ›Liber iste‹. In: Johannes Gottfried Mayer, Konrad Goehl (Hrsg.): Editionen und Studien zur lateinischen und deutschen Fachprosa des Mittelalters. Festgabe für Gundolf Keil zum 65. Geburtstag. Königshausen & Neumann, Würzburg 2000, ISBN 3-8260-1851-6, S. 207–263.
- mit Konrad Goehl: Antike Gemmen: Steinmagie und Liebeszauber bis ins christliche Mittelalter. Der Jude „Techel“ oder „Cheel“ und die ‚coelatio lapidum‘ mit Edition und Übersetzung zweier Steinbücher. In: Konrad Goehl, Johannes Gottfried Mayer (Hrsg.): Editionen und Studien zur lateinischen und deutschen Fachprosa des Mittelalters. Festgabe für Gundolf Keil zum 65. Geburtstag. Königshausen & Neumann, Würzburg 2000 (= Texte und Wissen. Band 3), ISBN 3-8260-1851-6, S. 265–316.
- mit Konrad Goehl: Deus in cogitatione existens. Der Appendix zum „Proslogion“ des Anselm von Canterbury – oder: Kann Gaunilos Nicht-Sein gedacht werden? In: Konrad Goehl, Johannes Gottfried Mayer (Hrsg.): Editionen und Studien zur lateinischen und deutschen Fachprosa des Mittelalters. Festgabe für Gundolf Keil zum 65. Geburtstag. Königshausen & Neumann, Würzburg 2000 (= Texte und Wissen. Band 3), ISBN 3-8260-1851-6, S. 339–402.
- Geschichte, Theorie und Ethik in dem Repetitorium für das zweite Staatsexamen für Mediziner. In: Schaps, Kessler und Fetzner (Hrsg.): GK2 Das Zweite – kompakt. Band: Querschnittsbereiche. Springer Medizin Verlag, Heidelberg 2008, ISBN 978-3-540-46357-3, S. 22–58.
- Die Wahrheit über den Gart der Gesundheit (1485) und sein Weiterleben in den Kräuterbüchern der Frühen Neuzeit. In: Sabine Anagnostou, Florike Egmond, Christoph Friedrich (Eds.): A passion for plants: materia medica and botany in scientific networks from the 16th to 18th centuries (= Quellen und Studien zur Geschichte der Pharmazie, Bd. 95). Stuttgart 2011, ISBN 978-3-8047-3016-8, S. 119–128.
- Die deutsche medizinische Literatur im Mittelalter: Hauptlinien der Geschichte der deutschsprachigen Medizinliteratur von den Anfängen bis zum Jahr 1500. In: Geneeskunde in nederlandstalige teksten tot 1600. Koninklijke Academie voor Geneeskunde van België, Brüssel 2012 (2013), ISBN 978-90-75273-29-8, S. 27–42.
- Klostergärten – die Apotheke Gottes. In: Rudolf Walter (Hrsg.): Gesundheit aus Klöstern. Verlag Herder, Freiburg 2013, ISBN 978-3-451-00546-6, S. 8–11.
- mit Tobias Niedenthal: Dämon, Nutz- und Arzneipflanze: Zur Geschichte von Cannabis mit den jüngsten Entwicklungen. In: Zeitschrift für Phytotherapie, 2015; 36(05): 207–211.
- mit Tobias Niedenthal, Christina Lee, Alvaro Acosta-Serrano: Eine 1000 Jahre alte Rezeptur gegen multiresistente Keime. In: Zeitschrift für Phytotherapie, 2016; 37(05): 194–196.
- Fachterminologie und Übersetzungsstil im Leipziger Drogenkompendium und im Gart der Gesundheit, den größten deutschsprachigen Kräuterbüchern des 15. Jahrhunderts. In: Jörg Riecke (Hrsg.): Sprachgeschichte und Medizingeschichte: Texte – Termini – Interpretationen. De Gruyter, 2017.
- mit Tankred Wegener et al.: Stellenwert von Weißdornextrakt in der hausärztlichen Praxis – eine aktuelle Standortbestimmung. MMW-Fortschritte der Medizin 2018; 160 (S4): 1–7
- mit Tobias Niedenthal: Hildegard – ein Mythos? In: Deutsche Heilpraktiker-Zeitschrift. Band 13 (2018), Ausgabe 4, S. 60–63.
- mit Tobias Niedenthal: „Under allen Dornen ist kaum ein lieblicher Gewächs“: Historisches zum Weißdorn, Arzneipflanze des Jahres 2019. In: Zeitschruft für Phytotherapie, 2019; 40(03): 99–107 (doi:10.1055/a-0949-7118)
- mit Mahdie Hajimonfarednejad, Mojtaba Heydari et al.: Cinnamon: A systematic review of adverse events. In: Clinical Nutrition, Volume 38, Issue 2, April 2019, S. 594–602 (doi:10.1016/j.clnu.2018.03.013)
- mit Tobias Niedenthal: Medicinal Plants in the Second Book of Ibn Sina’s Qānūn: The Reception in German Vernacular (in the Late Middle Ages and Early Modern Times). In: Merdan Güneş (Hrsg.): Avicenna – ein Universalgelehrter. Eine gegenwärtige Analyse des Prinzen der Philosophen Ibn Sīnā. V&R unipress, Universitätsverlag Osnabrück, 2020. ISBN 978-3-8471-1104-7. S. 75–84 (doi:10.14220/9783737011044.75)